# Hospital de la Almudena
El Hospital de la Almudena es un edificio de la época virreinal ubicado en el distrito de Santiago, Cusco, Perú. Actualmente aloja oficinas de la Sociedad de Beneficencia Pública del Cusco. Construido a fines del siglo XVII, desde 1689 hasta el siglo XIX sirvió como hospital de sacerdotes e indios enfermos. Se encuentra en la Plazoleta de la Almudena junto al Templo de la Almudena y al Cementerio General de La Almudena así como al Hospital de Salud Mental San Juan Pablo II.
Desde 1972 el inmueble forma parte de la Zona Monumental del Cusco declarada como Monumento Histórico del Perú. Asimismo, en 1983 al ser parte del casco histórico de la ciudad del Cusco, forma parte de la zona central declarada por la UNESCO como Patrimonio Cultural de la Humanidad.

## Historia
El inmueble fue construido a fines del siglo XVII a instancias del obispo Manuel de Mollinedo y Angulo conjuntamente con el Templo de la Almudena. Tras su construcción, el obispo decidió su donación a la Orden de los Hermanos Betlemitas. Fue el Prefecto General de esta orden, fray Rodrigo de la Cruz quien había llegado al Cusco acompañado de 10 religiosos de su congregación, el que fundó el hospital sobre el edificio que les fuera donado el 29 de junio de 1689 y que fue uno de los seis hospitales coloniales del Cusco. 
El 29 de agosto de 1698 se extendió la escritura pública de donación por la cual el obispo Mollinedo y su sobrino, Andrés de Mollinedo y Rado, cura de la parroquia y del Hospital de Naturales, transfirieron el local del hospital y la iglesia a favor de los bethlemitas con la condición de que se usara como hospital para atender sacerdotes e indios enfermos.
El hospital funcionó hasta el siglo XX cuando, en los años 1930, se construyó el Hospital Antonio Lorena.

#### Libros y publicaciones
- Angles Vargas, Victor (1983). Historia del Cusco Colonial Tomo II Libro segundo. Lima: Industrialgrafica  S.A.

- Datos: Q69710930
- Multimedia: Hospital de la Almudena / Q69710930